# اسید اوکادائیک
اسید اوکادائیک (به انگلیسی: Okadaic acid) یک ترکیب شیمیایی با شناسه پاب‌کم ۴۴۶۵۱۲ است. 